# ایان مک‌دیارمید
ایان مک‌دیارمید (انگلیسی: Ian McDiarmid؛ زاده ۱۱ اوت ۱۹۴۴) یک هنرپیشه اهل بریتانیا است. او از سال ۱۹۶۸ میلادی تاکنون مشغول فعالیت بوده‌است.

## فیلم شناسی
از فیلم‌ها یا برنامه‌های تلویزیونی که او در آن نقش داشته‌است می‌توان به جنگ ستارگان اپیزود سوم: انتقام سیت، جنگ ستارگان اپیزود اول: تهدید شبح، جنگ ستارگان اپیزود دوم: حمله کلون‌ها، جنگ ستارگان اپیزود پنجم: امپراتوری ضربه می‌زند، جنگ ستارگان اپیزود ششم: بازگشت جدای، اسلیپی هالو اشاره کرد.
امپراطور پالپاتین ( دارث سیدیوس ) در قسمت ۹ جنگ ستارگان ، خیزش اسکای واکر ، ایان مک دیارمید حضور افتخاری دارد
و در لحظات پایانی فیلم ، برخاست و گفت : «بگذار مرگ تو آخرین کلمه از داستان شورش باشد» ؛ سپس آذرخش خود را نمایان کرد و در لحظات پایانی فیلم ، توسط ری ( دیزی ریدلی ) نابود شد .
امپراطور پالپاتین ، یکی از اصلی ترین عوامل پرفروش شدن فیلم جنگ ستارگان خیزش اسکای واکر است.
زیرا چهره او در تیزر قسمت نهم نمایش داده نشد و خیلی از طرفداران ، مشتاق دیدن او بودند
پالپاتین کاراکتری قدرتمند ، منحصر به فرد و محبوب است.